# Fortunato per forza!
Fortunato per forza! Avventure incredibili è romanzo d'avventura con elementi umoristici e fantastico-fantascientifici per ragazzi del 1905 scritto e illustrato dall'autore italiano Yambo (alias Enrico Novelli). Citato assieme ad altre opere di Yambo tra i primi esempi di fantascienza italiana, combina il futuribile con umorismo e satira.
È il primo volume della cosiddetta "Trilogia della fortuna", seguito da Il re dei mondi e La banda di Carlo Bousset.

## Storia editoriale

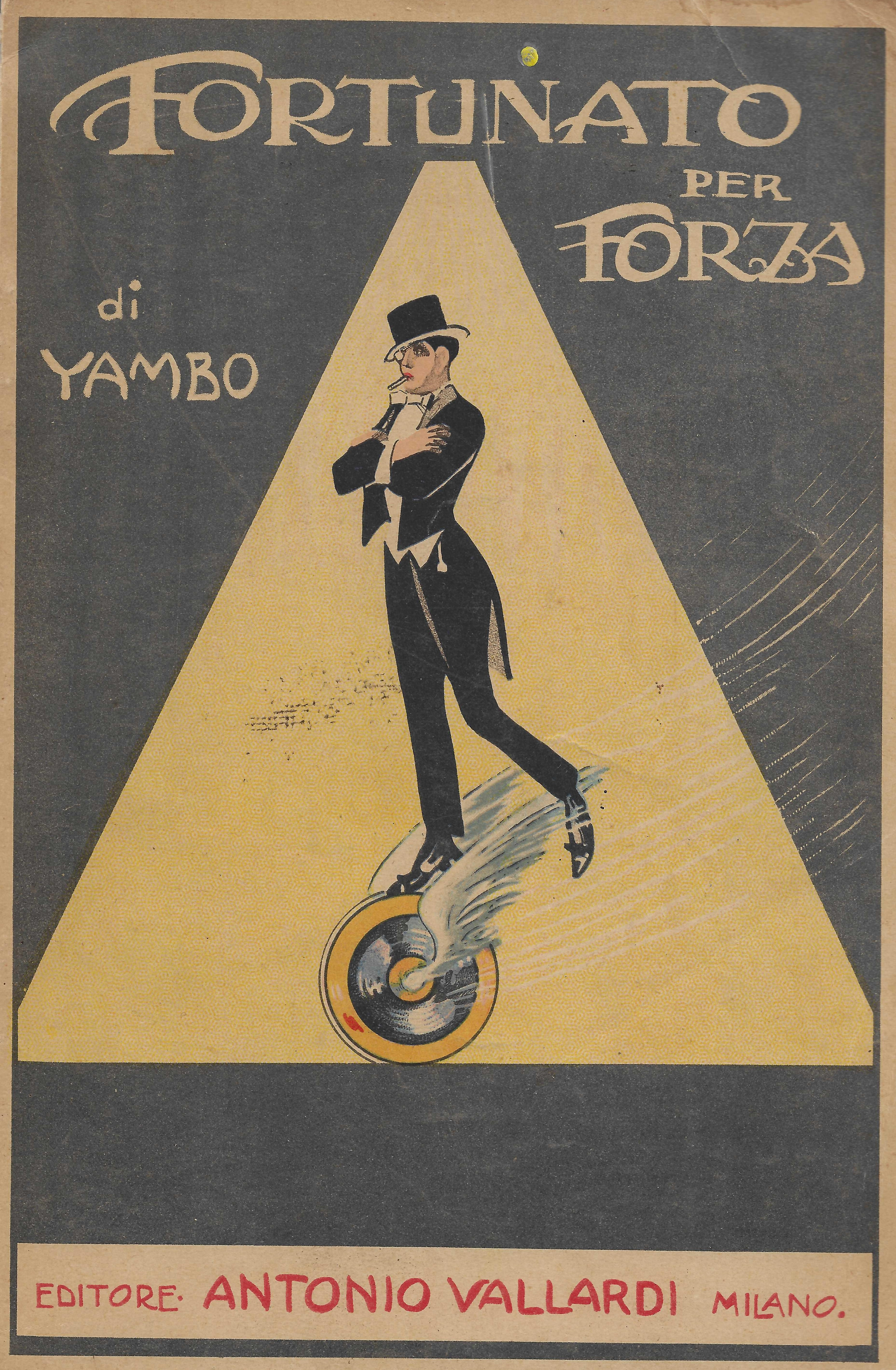
Copertina dell'edizione Vallardi (1930)

L'opera fu pubblicata inizialmente a puntate su rivista nel 1905 per essere poi raccolta in volume nel 1910 dalla Casa Editrice G. Scotti di Roma. Successivamente, fu ristampata da Vallardi in diverse edizioni fino al 1943.

## Trama

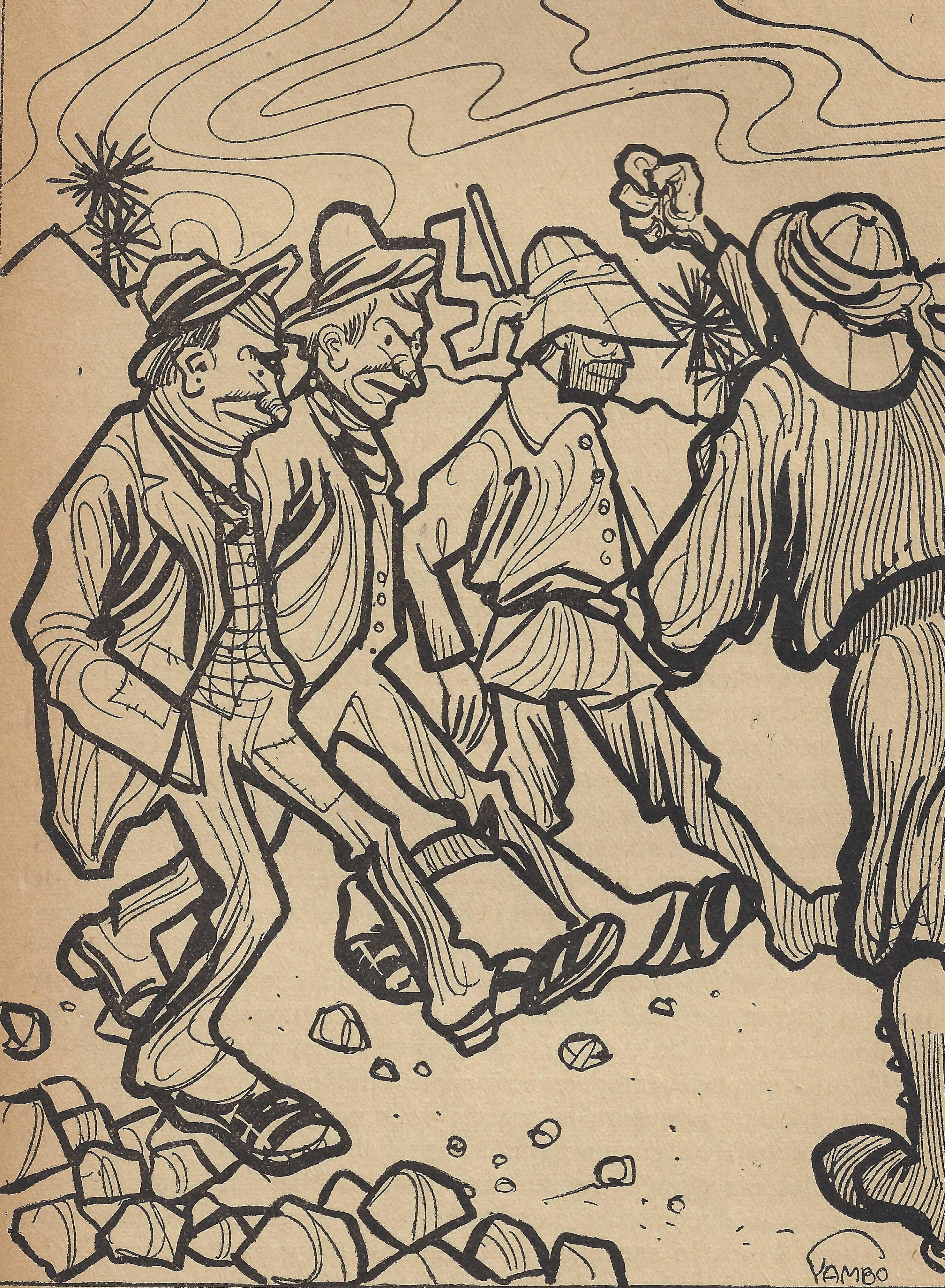
Di Nuova Babilonia non resterà pietra su pietra. Illustrazione dell'autore per il romanzo.

James Wartel, miliardario annoiato dalla vita monotona, accetta una scommessa con un giornalista per rendere la propria esistenza più interessante.
Da questa scommessa prende avvio un susseguirsi di avventure incredibili che lo portano a viaggiare per il mondo, e oltre.
Durante il viaggio incontra il conte Carlo Bousset, un truffatore spregiudicato che diventerà il suo principale antagonista.  
Le loro schermaglie si chiudono senza un vero vincitore, lasciando la rivalità aperta e ponendo le basi per il seguito, Il re dei mondi.

## Personaggi
James Wartel
Un miliardario americano annoiato dalla vita agiata. Spirito intraprendente e avventuroso, accetta la sfida di rendere la propria vita più interessante, dando inizio a una serie di avventure straordinarie.
Carlo Bousset
Un astuto truffatore francese, antagonista di Wartel. Ambizioso e privo di scrupoli, mira ad arricchirsi e ottenere potere sfruttando le situazioni a proprio vantaggio.

## Accoglienza e critica
Alla sua uscita, Fortunato per forza! fu presentato come un romanzo per ragazzi, ricco di illustrazioni e intenti educativi, in linea con la produzione popolare dell'epoca. La critica letteraria del tempo prestò poca attenzione a questo tipo di opere, considerate semplice letteratura d'evasione destinate ai giovani lettori.
In tempi più recenti, l'opera è stata rivalutata come una delle precorritrici della fantascienza italiana. Studiosi del genere hanno evidenziato l'importanza del romanzo nel contesto della protofantascienza, lodando la fantasia di Yambo e la sua capacità di intrecciare avventura, umorismo e speculazione futuribile.

## Edizioni
- Yambo, Fortunato per forza!, Roma, 1905 [?][2].
- Yambo, Fortunato per forza!, Roma, Casa Editrice G. Scotti, 1910.
- Yambo, Fortunato per forza!, collana Letture Amene Illustrate per la Gioventù, con 39 disegni dell'autore, Milano, Antonio Vallardi Editore, 1927.
- Yambo, Fortunato per forza!, Milano, Antonio Vallardi Editore, 1930.
- Yambo, Fortunato per forza!, collana Opere di Yambo, Milano, Antonio Vallardi Editore, 1943.
- Yambo, Fortunato per forza!, eBook, Milano, Landscape Books, 2015.